# Кваст, Ян
Ян Кваст (нем. Jan Quast; 9 января 1970, Росток) — немецкий боксёр минимальной весовой категории, выступал за сборные ГДР и Германии в конце 1980-х — середине 1990-х годов. Бронзовый призёр летних Олимпийских игр в Барселоне, обладатель бронзовой медали чемпионата Европы, четырёхкратный чемпион национального первенства, победитель многих международных турниров и матчевых встреч.

## Биография
Ян Кваст родился 9 января 1970 года в городе Росток. Активно заниматься боксом начал в раннем детстве в одном из местных боксёрских залов, одержал несколько громких побед на юниорском уровне, после чего переехал во Франкфурт-на-Одере и присоединился к престижному боксёрскому клубу «Форверст», где проходил подготовку под руководством таких именитых тренеров как Фриц Здунек, Манфред Вольке, Карл-Хайнц Крюгер. Первого серьёзного успеха на ринге добился в 1987 году, когда получил бронзу на молодёжном чемпионате мира в Гаване и занял третье место на взрослом первенстве ГДР. Два года спустя уже стал чемпионом национального первенства и побывал на чемпионате Европы в Афинах — дошёл здесь до полуфинала минимальной весовой категории и со счётом 1:4 уступил болгарину Ивайло Маринову. Также в этом сезоне боксировал на чемпионате мира в Москве, однако в число призёров не пробился, проиграл в четвертьфинале.
После объединения Германии Кваст уехал на запад и поселился в городе Ален, начал выступать за местный клуб БСК 27 (позже перешёл в леверкузенский «Байер», где оставался до конца карьеры). В 1990 году завоевал золотую медаль в зачёте объединённого чемпионата, год спустя повторил это достижение, кроме того, выступил на чемпионате Европы в Гётеборге и на чемпионате мира в Сиднее, но в обоих случаях выбыл из борьбы за медали на ранних стадиях турниров. Благодаря череде удачных выступлений удостоился права защищать честь страны на летних Олимпийских играх 1992 года в Барселоне — сумел дойти до полуфинала минимальной весовой категории, затем со счётом 9:15 проиграл титулованному болгарину Даниелю Петрову.
Добыв бронзовую олимпийскую медаль, Кваст продолжил выходить на ринг в основном составе национальной сборной, принимая участие во всех крупнейших международных турнирах. Так, в 1993 и 1995 годах он представлял страну на чемпионатах мира в Тампере и Берлине, хотя в призёры этих соревнований попасть не смог. Был на европейском первенстве в Бурсе, занял пятое место. В 1994 году в третий раз стал чемпионом Германии. В 1996 году ездил на чемпионат Европы в датский город Вайле, расположился на девятой позиции, проиграв во втором туре. Результаты Кваста заметно снизились, поэтому он не мог претендовать на участие в Олимпийских играх в Атланте. Сезон 1997 года оказался в его карьере последним, он занял третье место на чемпионате Германии и был делегирован на чемпионат мира в Будапешт, где, тем не менее, потерпел поражение в первом же своём матче на турнире.